# Johannes Pløger
Johannes Theodor Louis Pløger, född 3 april 1922 i Frederiksberg , död 4 februari 1991 i Frederiksberg, var en dansk fotbollsspelare.
Han blev olympisk bronsmedaljör i fotboll vid sommarspelen 1948 i London.